# أندرو شومان
أندرو شومان (بالإنجليزية: Andrew Shuman)‏ هو صحفي ومُحرِّر وسياسي أمريكي، ولد في 8 نوفمبر 1830، وتوفي في 5 مايو 1890 في الولايات المتحدة. حزبياً، نشط في الحزب الجمهوري.